# Jan Jerzy Fryderyk Friedlein
Pour les articles homonymes, voir Friedlein.
Jan Jerzy Fryderyk Friedlein (Deutenheim en Bavière, 16 août 1771 - Cracovie, 27 avril 1834) est un relieur, imprimeur, libraire d'origine allemande.

## Biographie
Jan Friedlein est actif à Cracovie. En 1810, il achète la librairie de Trassler, ouvre une salle de lecture et le premier magasin de location de livres à Cracovie. 
Il est père de deux fils : Daniel Edward, qui reprend la librairie après lui et en augmente les ressources, et Rudolf, qui est également libraire et éditeur.

## Collections
- Bibliothèque nationale de Pologne